# Varianty letounu McDonnell Douglas F-4 Phantom II
Letoun McDonnell Douglas F-4 Phantom II byl vyráběn v mnoha variantách. Během svého provozu byl dále upravován na další verze. Tento článek se zabývá popisem těchto verzí a variant. Podrobný popis, historie vzniku, operační historie a technické specifikace letounu obsahuje článek McDonnell F-4 Phantom II.

## Varianty

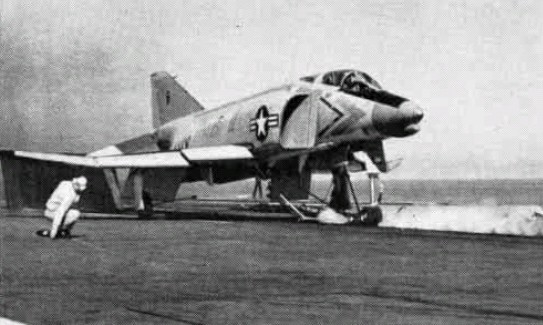
Prototyp XF4H-1 v roce 1959.

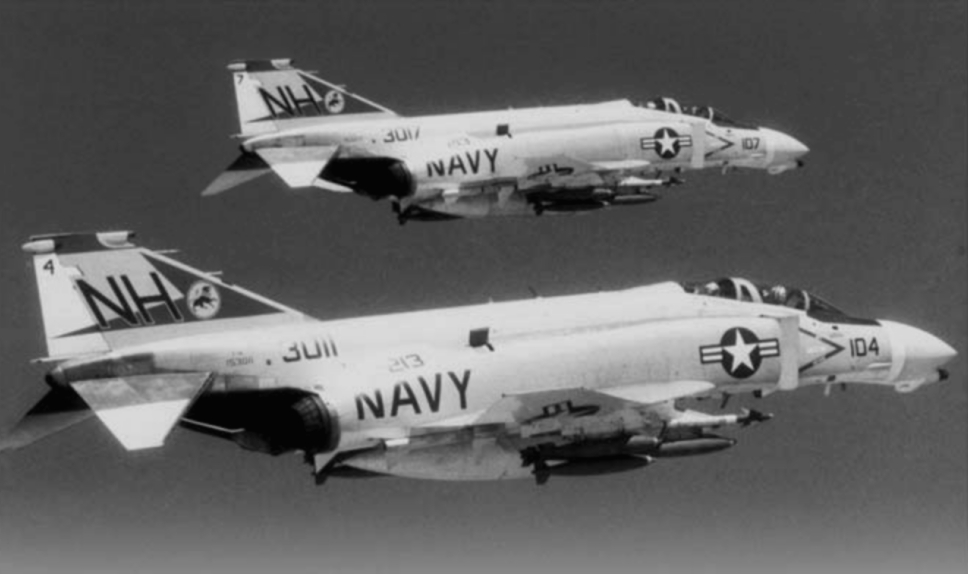
F-4B náležící k letce VF-213, rok 1967.

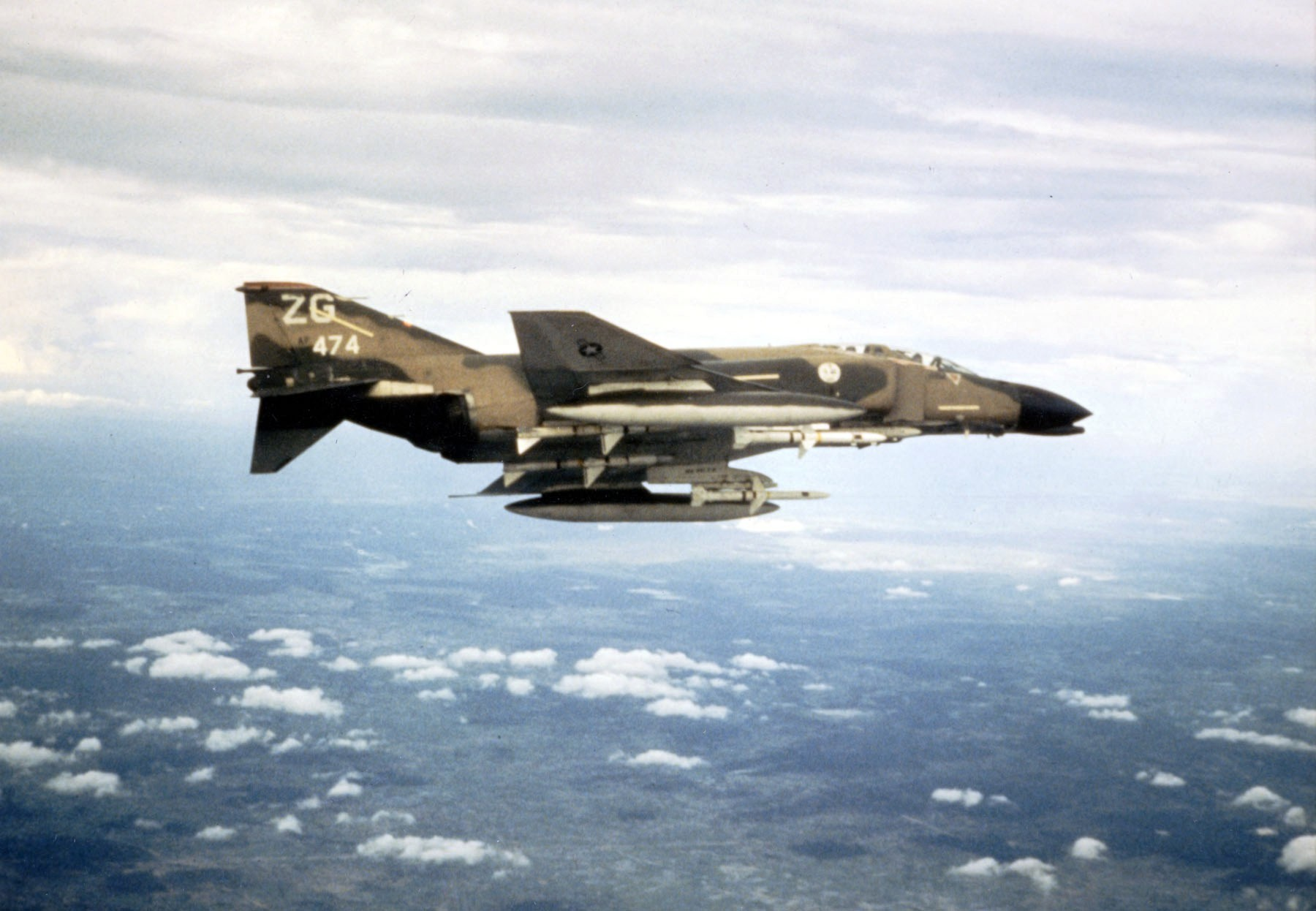
EF-4C v roce 1972.

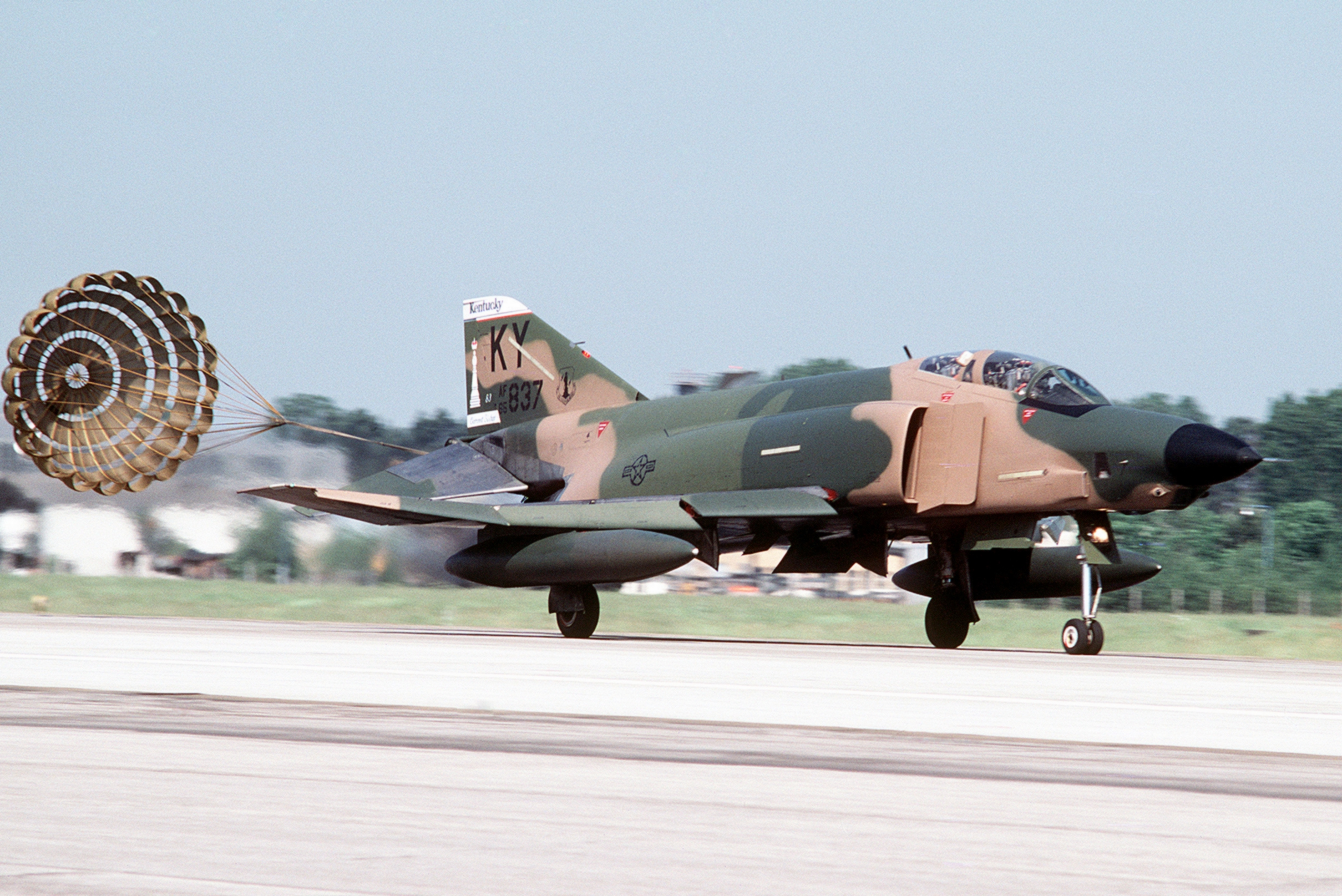
RF-4C Letecké národní gardy státu Kentucky během přistání.

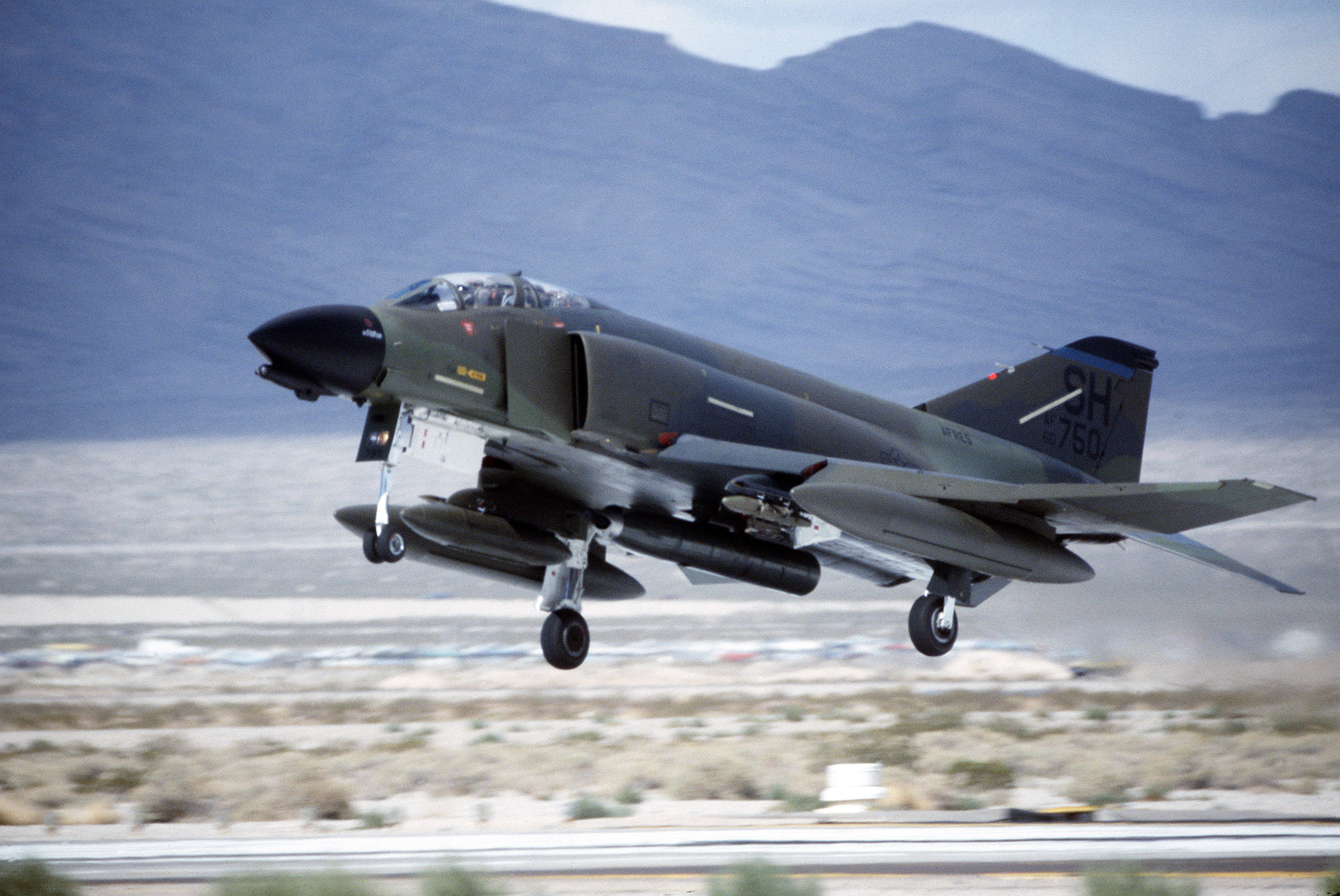
Letoun F-4D 301. taktického stíhacího křídla v roce 1985.

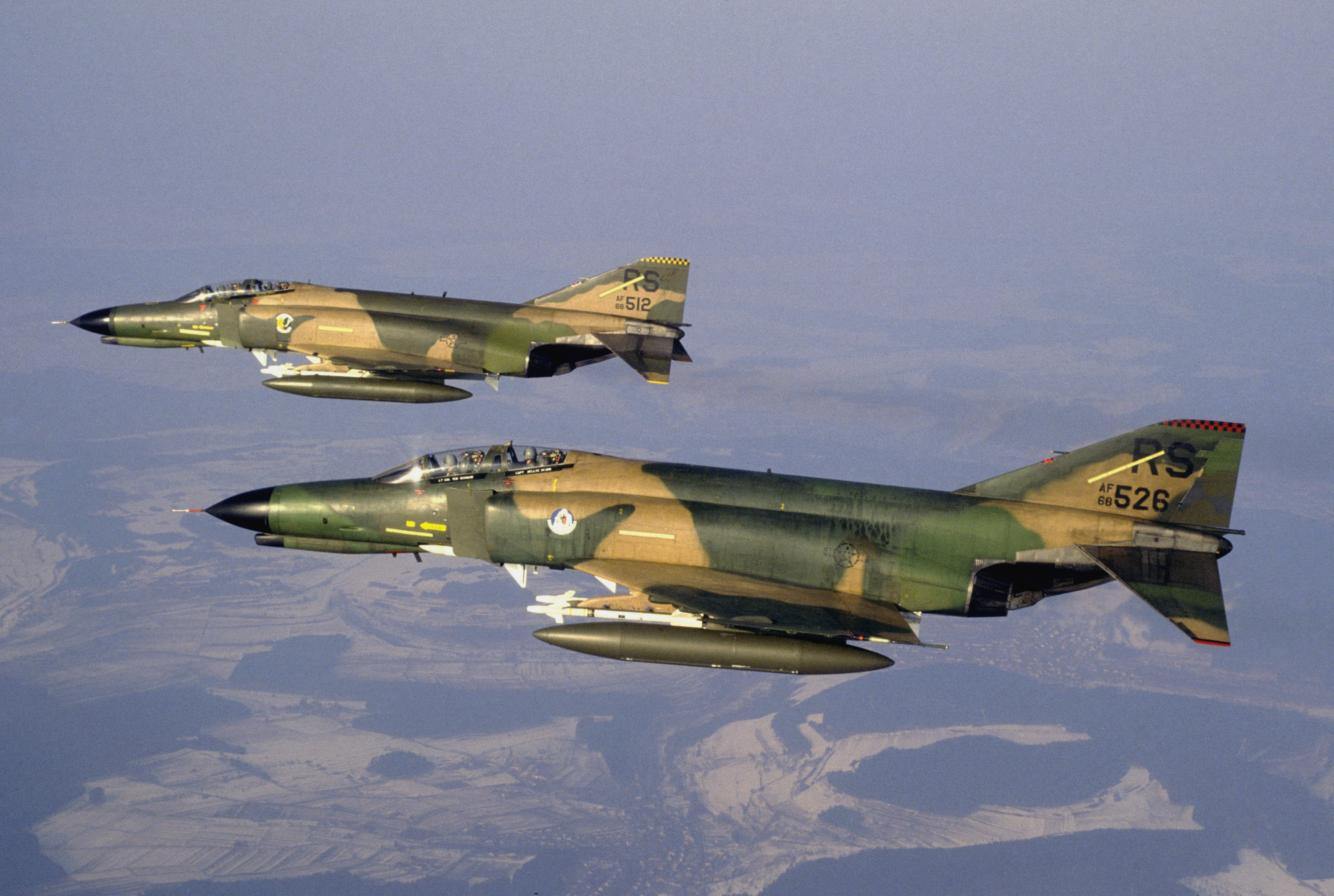
Letoun F-4E se zabudovaným leteckým kanónem Vulcan ráže 20 mm.

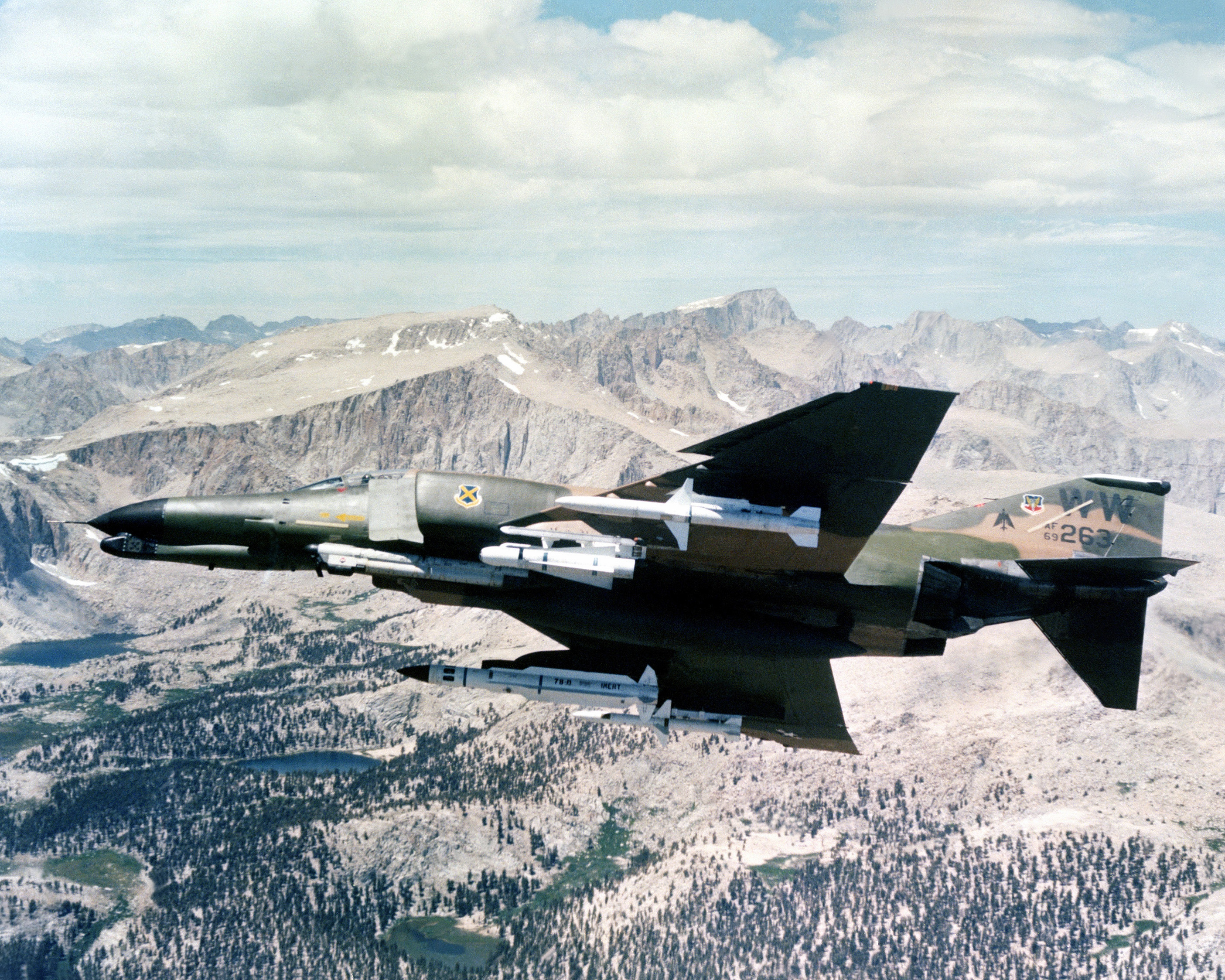
F-4G Wild Weasel V.

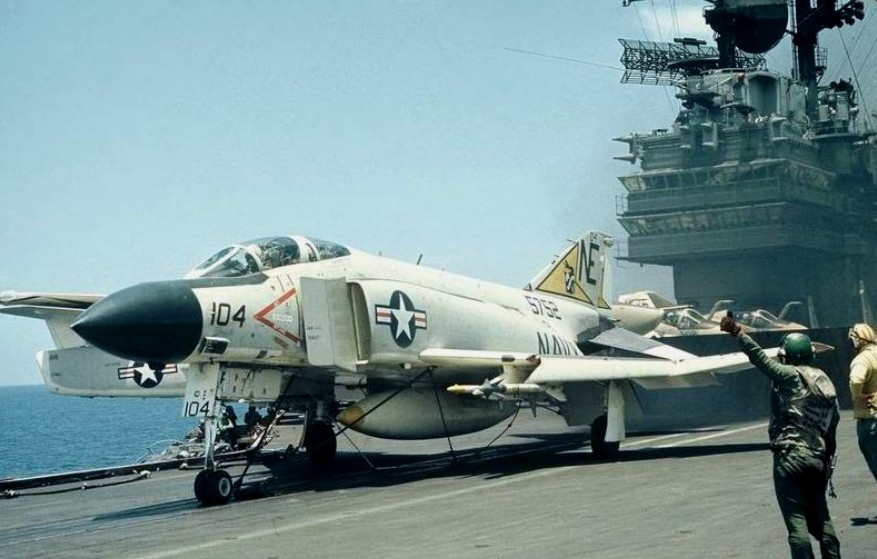
F-4J amerického námořnictva v roce 1971.

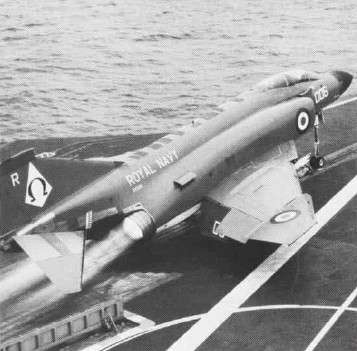
Britský letoun F-4K startuje z paluby letadlové lodi HMS Ark Royal, rok 1975

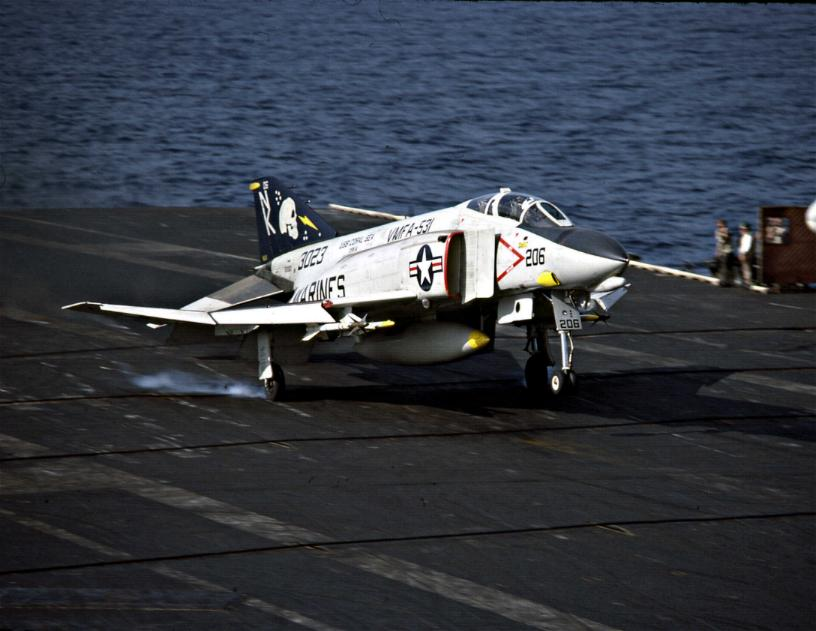
Letoun F-4N USMC na palubě a USS Coral Sea (CV-43), 1980.

XF4H-1
Dva prototypy letounu vyrobené pro US Navy.
F-4A (původní značení F4H-1F)
Dvoumístný stíhací letoun do každého počasí působící z letadlových lodí US Navy, poháněný dvojicí motorů J79-GE-2 a -2A každý s tahem 71,6 kN při přídavném spalování. V roce 1959 byl letoun pojmenován Phantom II a v roce 1962 přeznačen na F-4A. Postaveno 45 strojů.
- TF-4A

Malý počet letounů F-4A, které byly přestavěny na dvoumístné cvičné stroje.
F-4B (původní značení F4H-1)
Dvoumístný stíhací letoun a stíhací bombardér do každého počasí působící z letadlových lodí, vyráběný pro US Navy a USMC, poháněný dvojicí motorů J79-GE-8A a -8B každý s tahem 75,4 kN při přídavném spalování. V roce 1962 přeznačen na F-4B. Postaveno 649 strojů.
- DF-4B

Letouny F-4B přestavěné jako letouny pro řízení bezpilotních letounů.
- EF-4B

Jeden letoun F-4B upravený jako cvičný letoun pro elektronické rušení.
- NF-4B

Dva letouny F-4B pro testovací účely.
- QF-4B

Letouny F-4B upravené jako nadzvukové bezpilotní cvičné cíle.
RF-4B (původní značení F4H-1P)
Verze letounu F-4B pro taktický průzkum vyráběná pro USMC. Nos letounu byl prodloužen o 1,4 m, letoun nesl menší radar AN/APQ-99. Pod krytem přídě nesl letoun sadu kamer zabírajících všemi směry. Letoun dále nesl průzkumný radar s bočním vyzařováním (SLAR) AN/APQ-102, infračervený průzkumný systém AN/AAD-4 a soupravu pro elektronické rušení (ECM) ALQ-126. Na rozdíl od RF-4C měly kamery otočná uložení a mohly být ovládány pilotem. V roce 1975 byly letouny modernizovány v rámci projektu „SURE“ (Sensor Update and Refurbishment Effort). Postaveno bylo 46 strojů. Vyřazeny byly v roce 1990.
F-110A Spectre
Původní označení USAF pro letouny F-4C.
F-4C
Dvoumístný taktický stíhací letoun / stíhací bombardér do každého počasí pro americké letectvo (USAF). Mohl nést širokou paletu zbraní včetně jaderných. Měl širší pneumatiky na hlavním podvozku (charakteristické boule na křídlech), motory J79-GE-15 startované pyrotechnickou patronou, systém tankování za letu pomocí ráhna místo systému používaného u námořnictva, radar AN/APQ-100, zdvojené řízení. Postaveno 583 strojů.
- EF-4C Wild Weasel IV

Letouny F-4C upravené pro roli „Wild Weasel“ (letouny pro umlčování nepřátelské protivzdušné obrany). Vybaveny mnoha elektronickými obrannými, ale i útočnými systémy a rušičkami, vyzbrojeny proti radiolokačními střelami AGM-45 Shrike a kazetovými pumami. Letouny nemohly nést střely AGM-78 Standard ARM. Bylo přestavěno celkem 36 letounů.
YRF-110A (YRF-4C)
Dva prototypy použité při vývoji průzkumné verze RF-4C.
RF-4C
Verze pro taktický průzkum do každého počasí vyvinutá pro USAF osazená radarem AN/APQ-99 (později AN/APQ-172). Letouny byly vybaveny podobně jako RF-4B, ale mohly nést širší spektrum kamer a to včetně obrovské kamery HIAC-1 LOROP (Long Range Oblique Photography), která byla nošena v kontejneru na středním závěsu pod trupem, a která byla schopna pořizovat snímky objektů s vysokým rozlišením až na vzdálenost 100 mil (160 km). Letouny létaly zpravidla neozbrojeny, ale přesto si ponechávaly možnost nést pod trupem na centrálním závěsu jadernou zbraň. Modernizované stroje RF-4C sloužily ještě ve válce v Perském zálivu. Bylo postaveno 505 strojů.
F-4D
Jednalo se vlastně o letouny verze F-4C s vylepšenou avionikou pro použití u USAF. Letouny nesly radar AN/APQ-109. Bylo postaveno 825 strojů této verze.
- EF-4D Wild Weasel IV

Letouny F-4D přestavěné pro roli „Divokých lasiček“ (letouny pro umlčování nepřátelské protivzdušné obrany). Na rozdíl od verze EF-4C však mohly nést i větší střely AGM-78 Standard ARM. Byly přestavěny nejméně 2 stroje.
F-4E
Verze pro USAF se zabudovaným kanónem M61 Vulcan v prodlouženém nose letounu RF-4C, s rozměrově menším radarem AN/APQ-120 kvůli zabudovanému kanónu a s motory J79-GE-17, každý s tahem 79,4 kN při přídavném spalování. Pozdější letouny této série byly vybaveny lamelami na náběžných hranách pro zlepšení ovladatelnosti na úkor maximální rychlosti v rámci programu Agile Eagle. Od výrobního bloku č. 53 měly letouny schopnost nést řízené střely AGM-65 Maverick a měly zabudovány „nekouřící“ motory J79-GE-17C nebo -17E. První let letoun vykonal 30. června 1967. Jednalo se o nejpočetnější výrobní verzi letounu. Bylo postaveno 1 380 strojů.
- F-4E Kurnass 2000

Modernizované izraelské letouny F-4E s radarem AN/APG-76 a schopností nést střely AGM-142 Popeye.
- F-4E Peace Icarus 2000

Modernizované řecké stroje F-4E s radarem AN/APG-65GY a schopností nést střely AIM-120 AMRAAM, kontejner pro označování cílů a moderní protizemní výzbroj.
- F-4E Terminator 2020

Modernizované turecké stroje F-4E v Izraeli. Na letounech bylo provedeno velké množství změn. Nejradikálnější změny se však týkaly avioniky. Letouny 2020 byly vybaveny podstatně vylepšenou elektronikou, která zahrnovala použití multifunkčních displejů, nový širokoúhlý průhledový displej El-OP 976 a systém řízení letounu pomocí joysticku. Dále byla instalována celá řada pokročilých elektronických přístrojů.
Letouny byly vybaveny schopností nést střely AGM-142 Popeye/Have Nap, kontejner s laserovým značkovačem a nést další zbraně jako AGM-65D/G Maverick, AGM-88 HARM, GBU-8 HOBOS, GBU-10/12 Paveway II, klasické bomby, kazetové bomby, raketnice neřízených raket a různé typy protileteckých raket.
Tyto vylepšené letouny budou sloužit nejméně do roku 2015 a pravděpodobně i déle.
- QF-4E

Dálkově ovládané letouny sloužící jako cvičné cíle.
- F-4EJ

Dvoumístný stíhací letoun japonských obranných sil do každého počasí odvozený od verze F-4E. Letouny původně nebyly uzpůsobeny pro útoky na pozemní cíle. Stroje byly vyráběny v licenci přímo v Japonsku společností Mitsubishi Heavy Industries. Bylo postaveno 140 strojů (138 v Japonsku – 127 vlastní výroba a 11 smontováno z dodaných součástek).
- F-4EJ Kai

Vylepšená verze letounu F-4EJ s modernější avionikou, která zahrnovala i pulsní Dopplerův radar AN/APG-66J. Letoun mohl nést i výzbroj proti pozemním cílům včetně protilodních raket ASM-1.
- EF-4EJ

Malý počet japonských F-4EJ, které byly upraveny do role elektronických protivníků pro výcvik.
- F-4E(S)

Tři izraelské letouny F-4E upravené pro průzkum při vysoké rychlosti jako levnější alternativa ambiciózního projektu F-4X. Letoun dostal nový nos, který obsahoval kameru na dlouhého dosahu HIAC-1 LOROP a vertikální kameru KS-87. Letoun měl falešný kryt radaru namalovaný na nose letounu, aby se podobal klasickému letounu F-4E. Další podrobnosti o těchto letounech a jejich službě nejsou známy.
- RF-4E

Neozbrojená průzkumná verze určená pro vývoz do dalších zemí (Německo, Řecko, Írán, Izrael a Turecko). Několik letounů německé Luftwaffe bylo upraveno pro elektronickou špionáž (ELINT) v rámci misí programu Peace Trout. Postaveno 132 letounů.
- RF-4EJ

Dvoumístná verze do každého počasí pro provádění taktického průzkumu určená pro Japonské letecké síly sebeobrany. Postaveno 14 strojů.
- RF-4EJ Kai

Verze RF-4EJ s vylepšenou avionikou a radarem AN/APG-66J.
- YF-4E

Původní letoun YRF-4C upravený pro vývoj letounu F-4E a používaný i k dalším testům a zkouškám.
F-4F
Zjednodušené letouny F-4E pro německou Luftwaffe. Postaveno 175 strojů.
- F-4F ICE

Vylepšené letouny F-4F s radarem AN/APG-65 a možností nést střely AIM-120 AMRAAM.
- TF-4F

Německé cvičné dvoumístné stroje s pozicí instruktora vzadu a se zdvojeným řízením.
F-4G
Verze pro US Navy určená pro testování vybavení budoucí verze F-4J. Jednalo se o 12 letounů vybavených datovým spojením AN/ASW-21 pro automatické přistávání na letadlové lodi. Jeden stroj byl sestřelen nepřátelskou palbou, další byl neopravitelně poškozen a zbylých 10 bylo vráceno zpět do konfigurace F-4B.
F-4G Wild Weasel V
Letouny USAF F-4E určené pro umlčování nepřátelské protivzdušné obrany (SEAD). Letouny nesly radar AN/APQ-120 a moly nést protiradarové střely AGM-45 Shrike, AGM-78 Standard ARM a AGM-88 HARM.
QF-4G
Dálkově ovládaný letoun používaný jako cvičný cíl.
F-4H
Toto označení nebylo použito, aby se zabránilo záměně s označením F4H používaným před rokem 1962.
F-4J
Vylepšená verze F-4B určená pro US Navy a USMC s důrazem na vylepšení bojových vlastností ve vzdušném boji. Tyto úpravy zahrnovaly: motory J79-GE-10B každý s tahem 79,6 kN při přídavném spalování, pulzní Dopplerův radar AN/APG-59 spojený se systémem řízení palby AN/AWG-10, který umožňoval i sledování nízko letících cílů, a to zejména nad pobřežím, větší kola hlavního podvozku (boule na křídlech podobné na strojích F-4C), vystřelovací sedadla s charakteristikou „nula-nula“ a podstatně vylepšené možnosti útoku proti pozemním cílům. Letouny neměly infračervený senzor pod nosem letounu. Postaveno 522 strojů.
- F-4J(UK)

Označení 15 letounů F-4J, které si v roce 1984 zakoupilo RAF od US Navy jako náhradu za letouny umístěné na Falklandských ostrovech. Letouny byly vybaveny celou řadou britských systémů.
- DF-4J

Několik letounů F-4J upravené na dálkově řízené letouny.
- EF-4J

Několik letounů F-4J upravené pro nácvik elektronického boje v roli elektronických agresorů.
- YF-4J

Tři letouny F-4B upravené jako prototypy pro zkoušení a vývoj letounů F-4J.
F-4K
Verze letounu F-4J určená pro britské královské námořnictvo jako náhrada za letouny De Havilland Sea Vixen. Letouny působily pod britským označením Phantom FG.Mk 1. Letouny poháněly silnější britské dvouproudové motory Rolls-Royce Spey 202, které si vyžádaly rozšíření trupu a mnoho dalších úprav na konstrukci letounu. Letouny byly dodávány od roku 1968, ale jelikož byl omezen počet britských letadlových lodí, bylo posledních 14 letounů dodáno přímo ke královskému letectvu (RAF). Královské námořnictvo je vyřadilo ze svých služeb v roce 1978 a zbylé letouny předalo RAF. Vyrobeno 50 letounů.
- YF-4K

Prototypy letounu F-4K. Vyrobeny 2 stroje.
F-4L
Označení použité na několik návrhů podstatně vylepšených verzí. Ani jedna z nich se nedostala do sériové výroby.
F-4M
Taktický stíhací letoun, stíhací bombardér a průzkumný letoun vyvinutý z verze F-4K a určený pro službu u britského královského letectva. Letouny sloužily pod britským označením Phantom FGR.Mk 2. Letouny byly poháněny britskými motory Rolls-Royce Spey. Letouny sloužily jako náhrada za letouny English Electric Canberra a Hawker Hunter. Postaveno 116 strojů.
- YF-4M

Prototypy letounu F-4M. Postaveny 2 stroje.
F-4N
Modernizované letouny F-4B v rámci projektu Bee Line. Letouny dostaly vybavení verze F-4J a „nekouřící“ motory. První let 4. června 1972. Přestavěno 178 letounů, podle jiných zdrojů bylo přestavěno 228 letounů.
- QF-4N

Letouny F-4N upravené jako dálkově řízené nadzvukové cvičné cíle.Přestavěno 40 letounů.
F-4S
Modernizované letouny F-4J vybavené „nekouřícími“ motory, zesíleným trupem, výměnou kabeláže a dalšími modernizacemi. Přestavěno asi 248 letounů (původně plánováno přestavět 302 letounů).
- QF-4S

Letouny F-4S upravené jako dálkově řízené nadzvukové cvičné cíle.

## Plánované verze
- F-4E(F)

Plánovaná jednomístná zjednodušená verze letounu F-4E pro německé letectvo. Nebyla postavena.
- F-4T

Plánovaná čistě stíhací verze pro vybojování nadvlády ve vzduchu. Nebyla postavena.
- F-4(FVS)

Plánovaná verze s měnitelnou geometrií křídel. Nebyla postavena.
- F-4X

Plánovaná vysoce výkonná průzkumná verze vybavená kamerou HIAC-1 LOROP pro Izrael vyvíjená v rámci projektu Peace Jack ve spolupráci se společností General Dynamics. Pomocí vstřikování vody do motoru mělo být dosaženo rychlostí přes Mach 3 (více než 3 200 km/h ve velkých výškách). Ministerstvo zahraničí se však obávalo vývozu letounu s podobnými vlastnostmi, jako měl průzkumný letoun SR-71 Blackbird, a který měl navíc i ofenzivní schopnosti, tak jako žádné obdobné letadlo v inventáři leteckých sil Spojených států, a proto jejich vývoz zakázalo. Projekt byl tedy změněn na průzkumný RF-4X bez možnosti nést výzbroj. Nicméně letectvo Spojených států od projektu ustoupilo, protože se obávalo, že vysoce výkonný Phantom by mohl ohrozit financování nových letounů F-15 Eagle. Bez finanční podpory USAF se Izrael rozhodl pro jednodušší a levnější verzi F-4E(S).
- Boeing Super Phantom

Společný projekt společností Boeing a Pratt & Whitney, který předpokládal stavbu letounů, které by poháněly dvouproudové motory Pratt & Whitney PW1120, což by přineslo podstatné zvýšení výkonů letounu. Projekt byl zrušen v rané fázi vývoje.
- IAI Super Phantom

Samostatný projekt izraelské společnosti Israel Aerospace Industries na motory PW 1120 poháněný letoun Phantom, přičemž byl postaven jeden prototyp. Společnost představila letoun F-4 „Super Phantom“ neboli F-4-2000 na letecké show v Paříži v roce 1987.